# فهرست پادشاهان کنونی
- نمونه‌های پادشاهی مطلقه (ردیف بالا):
  - حسن البلقیه، سلطان برونئی
  - سلمان بن عبدالعزیز، پادشاه عربستان سعودی
  - مسواتی سوم، پادشاه اسواتینی
- نمونه‌های پادشاهی اجرایی (ردیف میانی):
  - هانس آدام دوم، شاهزاده لیختن اشتاین
  - محمد ششم، پادشاه مراکش
  - تمیم بن حمد، امیر قطر
- نمونه‌های پادشاهی تشریفاتی (ردیف زیرین):
  - چارلز سوم، پادشاه بریتانیا و قلمروی مشترک‌المنافع
  - ناروهیتو، امپراتور ژاپن
  - آنری، دوک بزرگ لوکزامبورگ

پادشاه به فردی می‌گویند که در قالب نظامی پادشاهی، رئیس کشور است. در چنین نظام‌هایی شکلی از حکومت وجود دارد که در آن کشور توسط فردی اداره می‌شود که معمولاً تا پایان عُمر یا کناره‌گیریش حکومت می‌کند و به‌طور معمول این تاج و تخت را به ارث می‌برد. پادشاهان ممکن است یکه‌سالار (آتوکراسی، که به صورت پادشاهی مطلقه در می‌آید) باشند، یا ممکن است اقتدار سنتی و تشریفاتی داشته باشند که فقط از اختیارات محدودی استفاده می‌کنند یا اصلاً اختیار نداشته باشند یا مانند بسیاری از پادشاهی‌های مشروطه اختیاراتشان را به قوه مقننه یا هیئت دولت تفویض کرده‌باشند. در بسیاری از موارد قدرت سلطنت از یک دین رسمی ناشی و با آن مرتبط است.اغلب تنها یک پادشاه در کشور فرمانرواست؛ گرچه گاهی یک نایب‌السلطنه در صورت خردسال بودن شاه، عدم توانایی یا حضور او، در حکومت شریک می‌شود. موارد خاصی که دو نفر در یک مقام سلطنتی شریک باشند، همچون وضعیت کنونی آندورا، هم‌سالاری نامیده می‌شود.
در مطالعات سیاسی و اجتماعی فرهنگی، سلطنت‌ها معمولاً با حکومت ارثی مرتبط هستند. اکثر پادشاهان، در هر دو زمینه تاریخی و معاصر، در یک خانواده سلطنتی متولد و بزرگ شده‌اند. در ممالک مختلف، حق جانشینی به شکل‌های گوناگونی تعریف می‌شود؛ مانند نزدیکی انتساب، نخست‌زایی و سالخوردگی آگناتیک. با این حال، برخی از سلطنت‌ها موروثی نیستند و در عوض، حاکم از طریق یک فرایند انتخابی تعیین می‌شود؛ یک نمونه مدرن این گونه، شاهان مالزی هستند. بسیاری از سیستم‌ها از ترکیبی از عناصر وراثتی و انتخابی استفاده می‌کنند که انتخاب یا نامزدی جانشین را محدود به اعضای یک خانواده سلطنتی می‌کند.

## پادشاهان بر پایه کشور
| عنوان               | پادشاه (سال تولد)                      | پادشاه (سال تولد) | قلمرو پادشاهی | آغاز پادشاهی    | مدت پادشاهی     | دودمان                                     | نوع                    | ولیعهد                                         | منبع |
| ------------------- | -------------------------------------- | ----------------- | --- | --------------- | --------------- | ------------------------------------------ | ---------------------- | ---------------------------------------------- | --- |
| شاهزادگان           | خوان انریک بیبس سیسیلیا (زاده ۱۹۴۹)    |                   | آندورا | ۱۲ مه ۲۰۰۳      | ۲۲ سال، ۲۴ روز  | —                                          | مشروطه تشریفاتی        | طبق قوانین معاهده آندورا                       | [ ۱۱ ] [ ۱۲ ]                                                                                            |
| شاهزادگان           | امانوئل مکرون (زاده ۱۹۷۷)              |                   | آندورا | ۱۴ مه ۲۰۱۷      | ۸ سال، ۲۲ روز   | —                                          | مشروطه تشریفاتی        | طبق قوانین معاهده آندورا                       | [ ۱۱ ] [ ۱۲ ]                                                                                            |
| پادشاه              | چارلز سوم (زاده ۱۹۴۸)                  |                   | بریتانیا · کانادا · استرالیا · نیوزیلند · آنتیگوآ و باربودا · باهاما · بلیز · گرنادا · جامائیکا · پاپوآ گینه نو · سنت کیتس و نویس · سنت لوسیا · سنت وینسنت و گرنادین‌ها · جزایر سلیمان · تووالو | ۸ سپتامبر ۲۰۲۲  | ۲ سال، ۲۷۰ روز  | وینزر                                      | مشروطه تشریفاتی        | ویلیام                                         | [ ۱۳ ] [ ۱۴ ] [ ۱۵ ] [ ۱۶ ] [ ۱۷ ] [ ۱۸ ] [ ۱۹ ] [ ۲۰ ] [ ۲۱ ] [ ۲۲ ] [ ۲۳ ] [ ۲۴ ] [ ۲۵ ] [ ۲۶ ] [ ۲۷ ] |
| پادشاه              | حمد بن عیسی آل خلیفه (زاده ۱۹۵۰)       |                   | بحرین | ۶ مارس ۱۹۹۹     | ۲۶ سال، ۹۱ روز  | آل‌خلیفه                                    | مشروطه اجرایی          | سلمان بن حمد بن عیسی آل خلیفه                  | [ ۲۸ ]                                                                                                   |
| پادشاه              | فیلیپ (زاده ۱۹۶۰)                      |                   | بلژیک | ۲۱ ژوئیه ۲۰۱۳   | ۱۱ سال، ۳۱۹ روز | دودمان زاکسن-کوبورگ و گوتا                 | مشروطه تشریفاتی        | شاهدخت الیزابت، دوشس برابانت                   | [ ۳۲ ]                                                                                                   |
| شاه اژدها           | جیگمی خسار نامگیال وانگچوک (زاده ۱۹۸۰) |                   | بوتان (کشور) | ۱۴ دسامبر ۲۰۰۶  | ۱۸ سال، ۱۷۲ روز | وانگچوک                                    | مشروطه اجرایی          | جیگمه نامگیل وانگچاک                           | [ ۳۴ ]                                                                                                   |
| سلطان               | حسن البلقیه (زاده ۱۹۴۶)                |                   | برونئی | ۵ اکتبر ۱۹۶۷    | ۵۷ سال، ۲۴۳ روز | بلقیه                                      | مطلقه                  | المهتدی بالله البلقیه                          | [ ۳۵ ]                                                                                                   |
| پادشاه              | نوردوم سیهامونی (زاده ۱۹۵۳)            |                   | کامبوج | ۱۴ اکتبر ۲۰۰۴   | ۲۰ سال، ۲۳۴ روز | خاندان نورودوم                             | مشروطه تشریفاتی        | موروثی و انتخابی                               | [ ۳۷ ]                                                                                                   |
| پادشاه              | فردریک دهم (زاده ۱۹۶۸)                 |                   | قلمروی دانمارک | ۱۴ ژانویه ۲۰۲۴  | ۱ سال، ۱۴۲ روز  | دودمان گلوکسبورگ (رسمی) مونپزات (پدرتباری) | مشروطه تشریفاتی        | کریستیان، ولیعهد دانمارک                       | [ ۴۱ ]                                                                                                   |
| پادشاه              | مسواتی سوم (زاده ۱۹۶۸)                 |                   | اسواتینی | ۲۵ آوریل ۱۹۸۶   | ۳۹ سال، ۴۱ روز  | دلامینی                                    | مطلقه                  | موروثی انتخابی                                 | [ ۴۴ ]                                                                                                   |
| امپراتور            | ناروهیتو (زاده ۱۹۶۰)                   |                   | ژاپن | ۱ مه ۲۰۱۹       | ۶ سال، ۳۵ روز   | یاماتو                                     | مشروطه تشریفاتی        | فومی‌هیتو (وارث احتمالی)                        | [ ۵۰ ]                                                                                                   |
| پادشاه              | عبدالله دوم (زاده ۱۹۶۲)                |                   | اردن | ۷ فوریه ۱۹۹۹    | ۲۶ سال، ۱۱۸ روز | هاشمی                                      | مشروطه اجرایی          | انتخابی-موروثی (احتمالاً حسین بن عبدالله دوم)   | [ ۵۳ ] [ ۵۴ ]                                                                                            |
| امیر                | مشعل الاحمد الجابر الصباح (زاده ۱۹۴۰)  |                   | کویت | ۱۶ دسامبر ۲۰۲۳  | ۱ سال، ۱۷۱ روز  | آل صباح                                    | اجرایی                 | صباح الخالد الصباح                             | [ ۵۹ ]                                                                                                   |
| پادشاه              | لتسی سوم (زاده ۱۹۶۳)                   |                   | لسوتو | ۷ فوریه ۱۹۹۶    | ۲۹ سال، ۱۱۸ روز | موشش                                       | مشروطه تشریفاتی        | لوروتولی سیسو                                  | [ ۶۰ ] [ ۶۱ ]                                                                                            |
| شاهزاده             | هانس ادام دوم (زاده ۱۹۴۵)              |                   | لیختن‌اشتاین | ۱۳ نوامبر ۱۹۸۹  | ۳۵ سال، ۲۰۴ روز | خاندان سلطنتی لیختن اشتاین                 | مشروطه اجرایی          | آلوئیس (در حال حاضر شاهزاده نائب‌السلطنه)       | [ ۶۲ ]                                                                                                   |
| دوک بزرگ            | آنری (زاده ۱۹۵۵)                       |                   | لوکزامبورگ | ۷ اکتبر ۲۰۰۰    | ۲۴ سال، ۲۴۱ روز | خاندان دوک‌نشین بزرگ لوکزامبورگ             | مشروطه تشریفاتی        | گیوم                                           | [ ۶۴ ]                                                                                                   |
| یانگ دی‌پرتوان آگونگ | ابراهیم اسکندر (زاده ۱۹۵۸)             |                   | مالزی | ۳۱ ژانویه ۲۰۲۴  | ۱ سال، ۱۲۵ روز  | تمنگگونگ                                   | پادشاهی مشروطه و فدرال | یانگ دی‌پرتوان آگونگ                            | [ ۷۰ ]                                                                                                   |
| شاهزاده             | آلبرت دوم (زاده ۱۹۵۸)                  |                   | موناکو | ۶ آوریل ۲۰۰۵    | ۲۰ سال، ۶۰ روز  | گریمالدی                                   | مشروطه اجرایی          | ژاک                                            | [ ۷۴ ]                                                                                                   |
| پادشاه              | محمد ششم (زاده ۱۹۶۳)                   |                   | مراکش | ۲۳ ژوئیه ۱۹۹۹   | ۲۵ سال، ۳۱۷ روز | علویان                                     | مشروطه اجرایی          | مولای حسن                                      | [ ۷۶ ]                                                                                                   |
| پادشاه              | ویلم-آلکساندر (زاده ۱۹۶۷)              |                   | هلند | ۳۰ آوریل ۲۰۱۳   | ۱۲ سال، ۳۶ روز  | اورانیه-ناسائو                             | مشروطه تشریفاتی        | کاتارینا-آمالیا                                | [ ۷۹ ]                                                                                                   |
| پادشاه              | هارالد پنجم (زاده ۱۹۳۷)                |                   | نروژ | ۱۷ ژانویه ۱۹۹۱  | ۳۴ سال، ۱۳۹ روز | گلوکسبورگ                                  | مشروطه تشریفاتی        | هوکون                                          | [ ۸۰ ]                                                                                                   |
| سلطان               | هیثم بن طارق (زاده ۱۹۵۴)               |                   | عمان | ۱۱ ژانویه ۲۰۲۰  | ۵ سال، ۱۴۵ روز  | آل بوسعید                                  | مطلقه                  | ذی یزن بن هیثم                                 | [ ۸۱ ]                                                                                                   |
| امیر                | تمیم بن حمد آل ثانی (زاده ۱۹۸۰)        |                   | قطر | ۲۵ ژوئن ۲۰۱۳    | ۱۱ سال، ۳۴۵ روز | آل ثانی                                    | مشروطه اجرایی          | عبدالله بن حمد آل ثانی                         | [ ۸۳ ]                                                                                                   |
| پادشاه              | سلمان بن عبدالعزیز آل سعود (زاده ۱۹۳۵) |                   | عربستان سعودی | ۲۳ ژانویه ۲۰۱۵  | ۱۰ سال، ۱۳۳ روز | آل سعود                                    | مطلقه                  | محمد بن سلمان آل سعود                          | [ ۸۵ ]                                                                                                   |
| پادشاه              | فلیپه ششم (زاده ۱۹۶۸)                  |                   | اسپانیا | ۱۹ ژوئن ۲۰۱۴    | ۱۰ سال، ۳۵۱ روز | بوربون                                     | مشروطه تشریفاتی        | لئونور (وارث احتمالی)                          | [ ۸۷ ]                                                                                                   |
| پادشاه              | کارل گوستاف شانزدهم (زاده ۱۹۴۶)        |                   | سوئد | ۱۵ سپتامبر ۱۹۷۳ | ۵۱ سال، ۲۶۳ روز | برنادوت                                    | مشروطه تشریفاتی        | ویکتوریا                                       | [ ۸۹ ]                                                                                                   |
| پادشاه              | واجیرالونگکورن (زاده ۱۹۵۲)             |                   | تایلند | ۱۳ اکتبر ۲۰۱۶   | ۸ سال، ۲۳۵ روز  | چاکری                                      | مشروطه تشریفاتی        | دیپانگکورن راسمیجوتی (وارث احتمالی)            | [ ۹۴ ]                                                                                                   |
| پادشاه              | توپوی ششم (زاده ۱۹۵۹)                  |                   | تونگا | ۱۸ مارس ۲۰۱۲    | ۱۳ سال، ۷۹ روز  | توپو                                       | مشروطه اجرایی          | توپووتوا اولوکالالا                            | [ ۹۶ ]                                                                                                   |
| رئیس                | محمد بن زاید آل نهیان (زاده ۱۹۶۱)      |                   | امارات متحده عربی | ۱۴ مه ۲۰۲۲      | ۳ سال، ۲۲ روز   | آل نهیان                                   | مشروطه اجرایی و فدرال  | موروثی انتخابی (احتمالاً خالد بن محمد آل نهیان) | [ ۱۰۰ ]                                                                                                  |
| پاپ                 | لئون چهاردهم                           |                   | واتیکان | ۸ مه ۲۰۲۵       | ۲۸ روز          | —                                          | مطلقه                  | انتخابی                                        | [ ۱۰۱ ]                                                                                                  |